# 3829 Gunma
3829 Gunma је астероид главног астероидног појаса. Приближан пречник астероида је 24,33 ,
а средња удаљеност астероида од Сунца износи 2,785 астрономских јединица (АЈ).
Инклинација (нагиб) орбите у односу на раван еклиптике је 7,546 степени, а орбитални период износи 1698,335 дана (4,649 године). Ексцентрицитет орбите астероида износи 0,165.
Апсолутна магнитуда астероида износи 12,20 а геометријски албедо 0,039.
Астероид је откривен 10. марта 1988. године.